# Верхний Анзас
Верхний Анзас — посёлок в Таштагольском районе Кемеровской области. Входит в состав Шерегешского сельского поселения.

## География
Центральная часть населённого пункта расположена на высоте 384 метров над уровнем моря.

## Население
По данным Всероссийской переписи населения 2010 года, в посёлке Верхний Анзас проживает 19 человек (13 мужчины, 6 женщин).